# Karl Etlinger (Politiker)
Karl Etlinger (* 13. Dezember 1895 in Zehetgrub; † 14. April 1959 in Scheibbs) war ein österreichischer Politiker (CS/ÖVP). Etlinger war Abgeordneter zum Landtag von Niederösterreich und Mitglied des Bundesrates. 

## Leben
Etlinger besuchte die sechsklassige Volksschule in Steinakirchen am Forst und absolvierte danach eine landwirtschaftliche Fachschule. Er war in der Folge als Landwirt in Altenhof bei Steinakirchen am Forst tätig. Ihm wurde der Berufstitel Ökonomierat verliehen. Zwischen 1917 und 1918 leistete Etlinger seinen Militärdienst im Ersten Weltkrieg ab. 
Etlinger hatte zwischen 1919 und 1925 die Funktion des Führers des Reichsbundes der katholisch-deutschen Jugend Österreichs inne und war zwischen 1924 und 1938 sowie von 1945 bis 1959 Bürgermeister von Außerochsenbach, heute eine Katastralgemeinde Steinakirchens. Zudem übernahm er von 1945 bis 1950 das Amt des Obmanns der Bezirksbauernkammer und des Bezirksbauernrates Scheibbs. Etlinger gehörte bereits vom 21. Mai 1932 bis zum 30. Oktober 1934 als Vertreter der Christlichsozialen Partei dem Niederösterreichischen Landtag an und vertrat dort nach dem Zweiten Weltkrieg die ÖVP vom 12. Dezember 1945 bis zum 10. November 1954. Im Anschluss war Etlinger Vertreter Niederösterreichs im Bundesrat, dem er vom 10. November 1954 bis zu seinem Tod am 14. April 1959 angehörte. 